# Sechs Werke der Barmherzigkeit (St. Emmeram, Wemding)

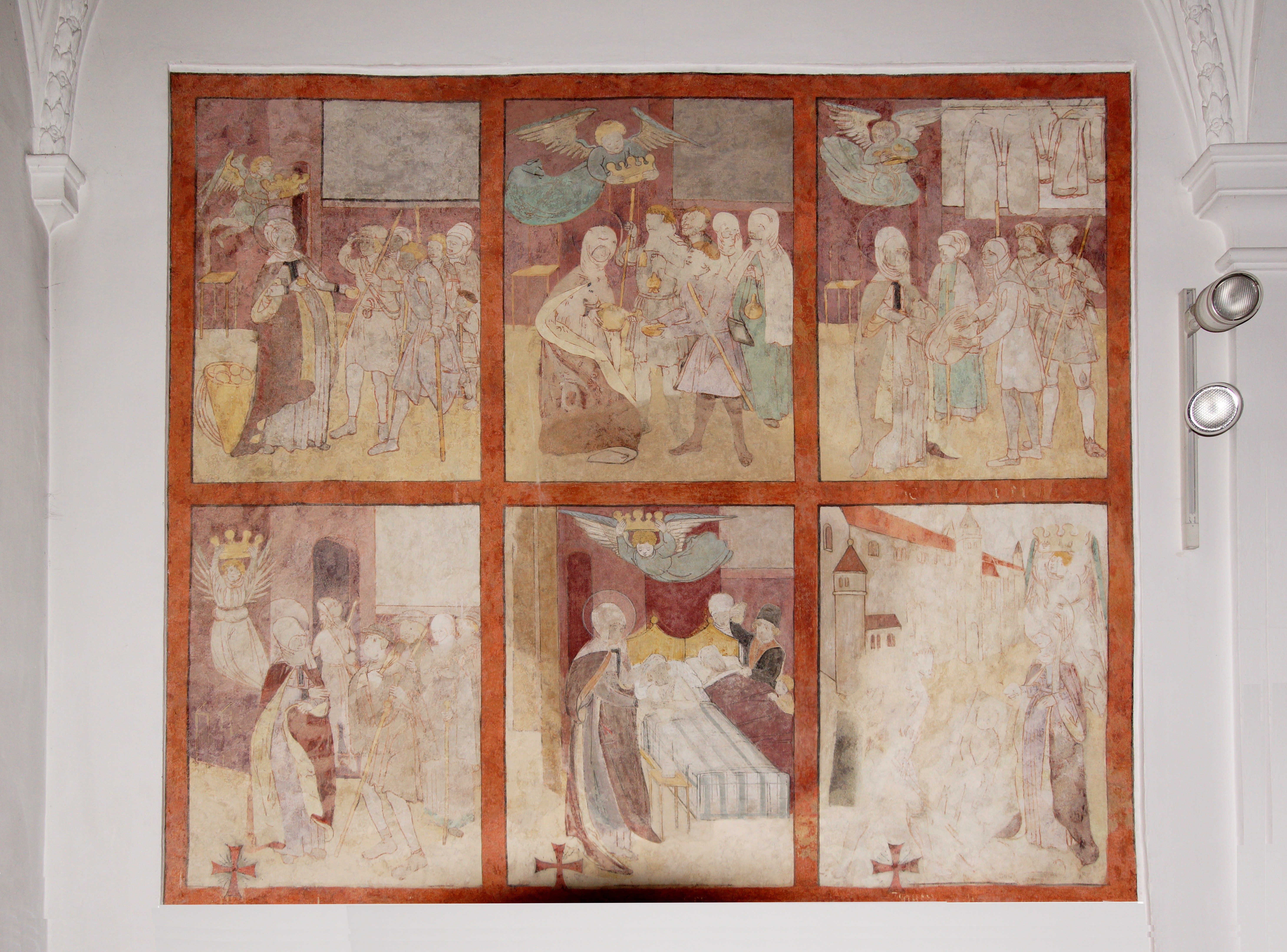
Fresko Sechs Werke der Barmherzigkeit in Wemding

Das Fresko Sechs Werke der Barmherzigkeit in der katholischen Pfarrkirche St. Emmeram in Wemding, einer Stadt im schwäbischen Landkreis Donau-Ries in Bayern, wurde 1510 geschaffen. Das Fresko von einem unbekannten Freskant ist als Teil der Kirchenausstattung ein geschütztes Baudenkmal.
Von links oben bis rechts unten werden sechs leibliche Werke der Barmherzigkeit dargestellt: Hungrige speisen, Durstigen zu trinken geben, Nackte bekleiden, Fremde beherbergen, Kranke besuchen und Tote begraben. Die Barmherzigkeit ist durch eine Frau versinnbildlicht, der in allen sechs Darstellungen von einem Engel eine Krone überreicht wird. 
Der Erhaltungszustand des Freskos hat sich seit den 1950er Jahren sehr verschlechtert, vor allem bei der letzten Darstellung sind viele Details nicht mehr zu erkennen.